# Cliff Curtis
Clifford Vivian Devon "Cliff" Curtis, född 27 juli 1968 i Rotorua i Bay of Plenty, Nya Zeeland, är en nyzeeländsk skådespelare. Han har spelat ledande roller i flera storfilmer som Whale Rider, Pianot och Blow. Curtis är maorier.

## Filmografi (i urval)
- Under Cover (1991) (TV) - Zip
- The Piano (1993) as Mana
- Desperate Remedies (1993) - Fraser
- Kahu & Maia (1994)
- Krigarens själ (1994) - Uncle Bully
- Rapa Nui (1994) - Short Ears
- Hercules in the Underworld (1994) (TV) as Nessus
- Hercules: The Legendary Journeys – "As Darkness Falls" (1994) - Nemis
- Chicken (1996) - Zeke
- Mananui (1996)
- City Life (1996) (TV) - Daniel Freeman
- The Chosen (1998) (TV film) - Father Tahere
- Deep Rising (1998) - Mamooli
- sex dagar sju nätter (1998) - Kip
- Virus (1999) - Hiko
- Three Kings (1999) - Amir Abdulah
- Bringing Out the Dead (1999) - Cy Coates
- The Insider (1999) - Sheikh Fadlallah
- Jubilee (2000) - Billy Williams
- Blow (2001) - Pablo Escobar
- Training Day (2001) - Smiley
- The Majestic (2001) - Prince Khalid
- Collateral Damage (2002)-s Claudio 'El Lobo' Perrini
- Point of Origin (2002 (TV film) - Mike Camello
- Whale Rider (2002) - Porourangi
- Runaway Jury (2003) - Frank Herrera
- Traffic (2004) (TV miniseries) - Adam Kadyrov
- Spooked (2004) - Mort Whitman
- Heinous Crime (2004)
- The Pool (2005)
- River Queen (2005) - Wiremu
- The Fountain (2006) - Captain Ariel
- Sunshine (2007) - Searle
- Fracture (2007) - Detective Flores
- Live Free or Die Hard (2007) - FBI Dep. Dir. Miguel Bowman
- 10,000 BC (2008) - Tic'Tic
- Push (2009) - Hook Waters
- Crossing Over (2009) - Hamid Baraheri
- Trauma (2009) - Reuben 'Rabbit' Palchuk
- The Last Airbender (2010) - Fire Lord Ozai
- Colombiana (2011) - Emilio Restrepo
- A Thousand Words (2011) - Dr. Sinja
- Body of Proof (2011) - FBI agent Derek Ames
- The Meg (2018) - James 'Mac' Mackreides
- Fast & Furious: Hobbs & Shaw - Jonah Hobbs
- Avatar: The Way of Water (2022) - Tonowari
- The Meg 2: The Trench (2023) - James 'Mac' Mackreides
- 2024 – Kaos (TV-serie)
- 2025 – Avatar: Fire and Ash – Tonowari
- 2025 – Last Breath
- 2025 – Chief of War (TV-serie)